# Hora do Planeta
A Hora do Planeta (ou Earth Hour) é um movimento anti-aquecimento global da ONG WWF para mobilizar a sociedade em torno da luta contra o aquecimento global, realizada desde 2007. Em um período de 60 minutos (correspondente a 1 hora) do último sábado de março de cada ano, governos, empresas e a população de todo o mundo são convidados a apagar as luzes para demonstrar sua preocupação com o aquecimento global.
No primeiro ano, apenas a cidade de Sydney (Austrália) participou. Já em 2008, o movimento contou com a participação de 50 milhões de pessoas, de 400 cidades em 35 países. Simultaneamente apagaram-se as luzes do Coliseu, em Roma, da ponte Golden Gate, em São Francisco e da Opera House, em Sydney, entre outros ícones mundiais. Já em 2009 foram 3922 cidades em 88 países do globo.

## Earth Hour 2007

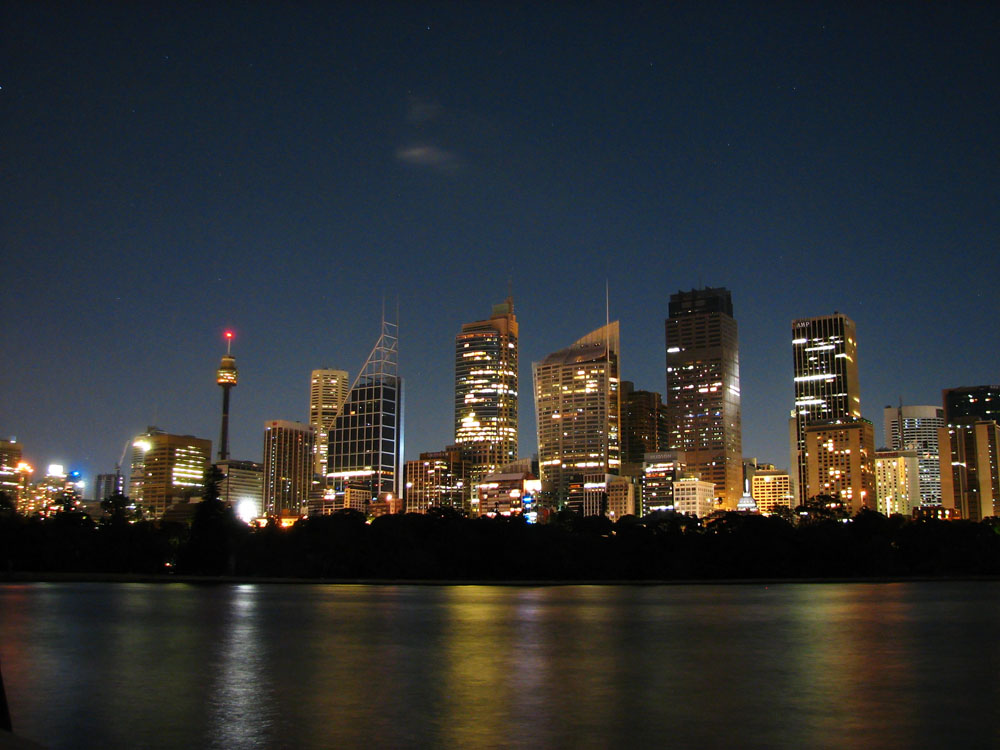
Sydney, Austrália durante a edição de 2007.

A primeira edição do movimento ocorreu em 31 de março de 2007 , das 19:30 as 20h30 do horário local, e apenas a cidade de Sydney, na Austrália, participou deixando por uma hora as luzes apagadas.

### Redução do uso de eletricidade
De acordo com a EnergyAustralia, uma empresa de eletricidade local, o consumo de electricidade durante o evento de 2007 em Sydney foi 2% inferior durante as horas do que poderia ser esperado dado o tempo, condições meteorológicas e passado padrões de consumo de quatro anos. O Herald Sun comparou essa quantidade como "tendo 48,613 carros a menos na estrada por 1 hora". Vários críticos, sendo o mais notável o colunista Andrew Bolt falou do evento como "um corte pequeno é trivial - igual ao tendo seis automóveis desligados por um ano". No contexto, os seis carros equivalem a existência de seis menos carros na estrada em qualquer ponto determinado de tempo (de dia ou de noite). Em resposta a esta crítica, os organizadores do evento contaram que "se a redução do efeito estufa alcançada no centro da cidade de Sydney durante uma hora for sustentada por um ano, seria equivalente a desligar 48.616 carros por um ano" e eles também observam que o maior objetivo da Earth Hour é criar consciência dos problemas da mudança do clima e "expressar essa ação individual em uma escala maciça pode ajudar a mudar nosso planeta para melhor", e não sobre as reduções no uso da energia durante a hora do evento.

## Earth Hour 2008
Em 2008, o evento aconteceu em 29 de março, e seus participantes tiveram de apagar as luzes e desligar eletrodomésticos entre as 20h30min e as 21h30min de sua zona horária.
Cerca de 400 cidades, 18.876 empresas e 257.165 cidadãos se registraram na página do evento, para aderirem ao movimento.

### Cidades participantes

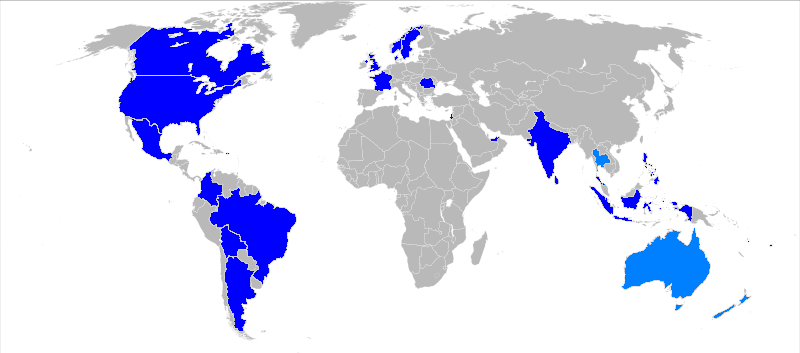
Países com cidades que aderiram ao Earth Hour 2008

#### ÁsiaeOceania
- Lautoka, Fiji
- Suva, Fiji
- Adelaide, Austrália
- Brisbane, Austrália
- Canberra, Austrália
- Darwin, Austrália
- Hobart, Austrália
- Melbourne, Austrália
- Perth, Austrália
- Sydney, Austrália
- Auckland, Nova Zelândia
- Christchurch, Nova Zelândia
- Wellington, Nova Zelândia
- Bangkok, Tailândia
- Manila, Filipinas
- Cidade de Singapura, Singapura
- Dubai, Emirados Árabes Unidos
- Tel Aviv, Israel
- Ahmedabad, Índia
- New Delhi, Índia
- Bangalore, Índia
- Pune, Índia
- Chennai, Índia
- Jakarta, Indonésia[5]

#### Europa
- Londres, Reino Unido
- Exeter, Reino Unido
- Birmingham, Reino Unido
- Cardiff, Reino Unido
- Paris, França
- Århus, Dinamarca
- Aalborg, Dinamarca
- Copenhague, Dinamarca
- Odense, Dinamarca
- Águeda, Portugal
- Almeirim, Portugal
- Braga, Portugal
- Funchal, Portugal
- Guimarães, Portugal
- Horta, Portugal
- Lisboa, Portugal
- Loures, Portugal
- Óbidos, Portugal
- Ourém, Portugal
- Torres Vedras, Portugal
- Vila Nova de Famalicão, Portugal
- Lugoj, Romênia
- Timişoara, Romênia
- Baia Mare, Romênia[6]
- Sighetu Marmaţiei, Romênia[6]
- Dublin, Irlanda
- Örebro, Suécia
- Trondheim, Noruega[7]

#### América do Sul
- Arapiraca, Brasil
- Ribeirão Preto, Brasil
- Araraquara,Brasil
- Belém, Brasil
- Belo Horizonte,Brasil
- Brasília , Brasil
- Camapuã, Mato Grosso do Sul, Brasil
- Camocim, Ceará, Brasil
- Campo Grande, Brasil
- Curitiba, Brasil
- Fortaleza, Brasil
- Florianópolis, Brasil
- Assaré, Ceará, Brasil
- Guapimirim, Rio de Janeiro, Brasil
- Guarabira, Paraíba, Brasil
- Sumidouro, Rio de Janeiro, Brasil
- Gurupi, Tocantins, Brasil
- Itabuna, Bahia, Brasil
- Itajubá, Minas Gerais, Brasil
- Itaperuna,Rio de Janeiro, Brasil
- João Pessoa, Paraíba, Brasil
- Joinville, Brasil
- Maceió, Brasil
- Niterói, Rio de Janeiro, Brasil
- Patos, Paraíba, Brasil
- Recife, Brasil
- Olinda, Brasil
- Rio Branco, Brasil
- Rio de Janeiro, Brasil
- Rio das Ostras, Rio de Janeiro, Brasil
- Salgueiro, Pernambuco, Brasil
- São Bernardo do Campo, São Paulo, Brasil
- São Paulo, Brasil
- Sorocaba, Brasil
- São Roque, São Paulo, Brasil
- Porto Alegre, Brasil
- Vila Velha, Espírito Santo, Brasil
- Cariacica, Espírito Santo, Brasil
- Viana, Espírito Santo, Brasil
- Uberlândia, Minas Gerais, Brasil
- Diamantina, Minas Gerais,Brasil
- Bogotá, Colômbia
- Santa Cruz de la Sierra, Bolívia
- Buenos Aires, Argentina
- Río Cuarto, Argentina

#### América do Norte
- Atlanta, EUA
- Asbury Park, EUA
- Bradley Beach, EUA
- Brisbane, EUA
- Burbank, EUA
- Wilmington, EUA
- Saginaw, EUA
- Chicago, EUA
- Charlotte, EUA
- Columbia, EUA
- Concord, EUA
- Falmouth, EUA
- Harmony, EUA
- Highland Park, EUA
- Lusby, EUA
- Homer Glen, EUA
- Honolulu, EUA
- Houston, EUA
- La Plata, EUA
- Martha's Vineyard, EUA
- North hampton, EUA
- Ocean City, EUA
- Opelika, EUA
- Glendale, EUA
- Arlington, EUA
- La Grange, EUA
- Norman, EUA
- St. Louis, EUA
- Minneapolis, EUA
- West Hollywood, EUA
- Denver, EUA
- Bridgeport, EUA
- Roswell, EUA
- San Clemente, EUA
- Matawan, EUA
- Miami, EUA
- Springfield, EUA
- Muskegon, EUA
- Estado de Nova York, EUA
- Pasadena, EUA
- Portland, EUA
- Phoenix, EUA
- San Francisco, EUA
- San Juan, Porto Rico
- Província de Nova Scotia, Canadá
- Província de Quebec, Canadá
- Província de New Brunswick, Canadá
- Província de Ontário, Canadá
- Províncias de Terra Nova e Labrador, Canadá
- Província de Columbia Britânica, Canadá
- Província de Alberta, Canadá
- Cidade do México, México

## Earth Hour 2009
Realizou-se no dia 28 de março, sábado. Neste ano, aspirava-se chegar a cifra de 1 bilhão de participantes, e nesta edição, mais de 3929 cidades se inscreveram, segundo a WWF Portugal. A expectativa do WWF era de que 1 bilhão de pessoas em 88 países participassem do Hora do Planeta deste ano.
A ação começou na ilha de Chatham, no Oceano Pacífico, 800 quilômetros a sudeste da Nova Zelândia, às 20h30, horário local. Com a rotação da Terra, cidades como Sydney, Seul, Beijing, Manila, Bangcoc, Paris, São Paulo, Rio de Janeiro, Brasília, Londres, Nova Iorque e a Cidade do México apagaram sucessivamente suas luzes. O Big Ben, em Londres, a Torre Eiffel, em Paris, o Empire State Building, em Nova York, as Pirâmides de Giza no Egito, a cúpula da Basílica de São Pedro no Vaticano, o Taj Mahal, na Índia, entre outros, também ficaram sem luzes durante a campanha. O secretário-geral da WWF, James Leape, disse que além de ficar atento à mudança climática, está também esperando a ação da humanidade e o Apagamento de Luz em Uma Hora dá uma oportunidade para a prática das pessoas.

### Portugal
Em Portugal aderiram onze cidades confirmadas pela WWF (Lisboa, Tomar, Águeda, Vila Nova de Famalicão, Funchal,
Almeirim, Guimarães, Horta, Loures, Ourém e Óbidos), e ainda 20 empresas e 4
organizações.
Os monumentos e edifícios que participaram na hora do planeta: Cristo Rei, Ponte 25 de Abril, Padrão dos Descobrimentos, Mosteiro dos Jerónimos, Torre de Belém, Centro Cultural de Belém, Castelo de São Jorge, Paços do Concelho e Museu da Electricidade, Convento de Cristo, em Tomar, Torre da Universidade de Coimbra, muralhas dos Castelos de Óbidos e Ourém, entre outros edifícios.

### Brasil
No Brasil, 100 cidades, mais de 700 empresas e 300 organizações manifestaram apoio ao evento.
No Rio de Janeiro, pontos turísticos como o Cristo Redentor, a orla de Copacabana e o Pão de Açúcar, tiveram a iluminação apagada por uma hora.
A cidade de São Paulo também aderiu ao apagão em pontos importantes, como a Ponte Estaiada, Monumento às Bandeiras, Viaduto do Chá, Estádio do Pacaembu, Teatro Municipal, Obelisco e Parque do Ibirapuera, Edifício Copan, Instituto Butantan e o Museu de Arte Moderna.
Participaram, dentre outros monumentos, o Palácio do Planalto e o Palácio do Itamaraty, a Esplanada dos Ministérios e a Catedral, em Brasília.

A estufa do Jardim Botânico de Curitiba sendo apagada em 2010.

No sul do Brasil, Curitiba foi a primeira cidade a aderir e mais de 10 importantes monumentos têm suas luzes apagadas, como a Estufa do Jardim Botânico, o Teatro Paiol, a fachada do Paço da Liberdade, a Fonte de Jerusalém, Torre da Biodiversidade, Torre Panorâmica, Monumento de Bambu na Linha Verde e o Portal de Santa Felicidade, além de dezenas de intituições públicas e privadas - como o Shopping Palladium e a Universidade Livre do Meio Ambiente, por exemplo. Algumas peças do Festival de Teatro apagam suas luzes por um minuto, como forma simbólica de mostrar adesão ao movimento.
Porto Alegre participou do movimento apagando as luzes de seus principais monumentos, como a Usina do Gasômetro, a Estátua de Bento Gonçalves, a Estátua do Laçador, a Fonte Talavera, Largo dos Açorianos, o Monumento ao Expedicionário, a Praça da Matriz, a Praça da Alfândega, Três Guerreiros, Vigilantes do Parcão e Viaduto Otávio Rocha. Além de alguns estabelecimentos particulares, como o Hotel Sheraton, que também ficaram às escuras por uma hora.

### Empresas participantes
- A Johnson & Johnson apagou as luzes de todas as áreas não produtivas e que não comprometiam a segurança das localidades.
- O McDonald's apagou as luzes de seus letreiros nos restaurantes de países como Brasil, México, Porto Rico e Argentina, além dos escritórios da rede.
- Já a Cadbury antecipou a ação e retirou do ar, das 16h30 às 17h30, os dez sites que fazem parte de seu portfólio, assim como os escritórios da empresa que tiveram todas as luzes e equipamentos desligados.
- O banco Itaú apagou as luzes de seus relógios e polos administrativos em São Paulo e no Rio de Janeiro.
- O site Submarino ofereceu o kit Hora do Planeta.
- O Wal-Mart Brasil aderiu ao movimento apagando um terço das lâmpadas de suas lojas e divulgará a ação para clientes e fornecedores. Algumas unidades apagaram também seus letreiros, além de toda a área administrativa das lojas, centros de distribuição e escritórios, com 100% das luzes apagadas. A rede esperava ainda mobilizar mais de dois milhões de pessoas que passam pelas suas lojas todos os dias. A TV Wal-Mart dos hipermercados veiculou informação sobre a Hora do Planeta e os locutores das lojas explicaram a razão da iluminação reduzida e darão dicas sobre consumo consciente para os clientes.
- As luzes das fábricas, escritórios e até outdoors em todo o Brasil da Coca-Cola também foram apagados entre as 20h30 e 21h30. Os funcionários da companhia em todo o Brasil receberam velas para serem usadas e os clientes e parceiros também foram convidados a participar desse movimento.
- A Mapfre também contribuiu para o Movimento. A seguradora desligou seu prédio inteiro durante a uma hora da ação.

## Earth Hour 2010
Em 2010 a Hora do Planeta, aconteceu no dia 27 de março com a adesão de 125 países, mais de 3.400 cidades, 19 estados brasileiros, o correspondente a 73% dos estados do Brasil, 15 capitais (55%), 72 cidades (1%), 1 bilhão de pessoas participaram da Hora do Planeta, em 2010.

## Críticas
Geradoras e transmissoras de eletricidade criticam e condenam essa ação, já que os picos gerados tanto ao apagar ou acender, simultaneamente, milhões de lâmpadas poderiam provocar avarias nos equipamentos que geram eletricidade e causar blecautes.
Outros criticam o fato da Hora do Planeta ser mais um exemplo de ativismo preguiçoso, em que os participantes apagariam as luzes apenas para se sentir bem e aliviar consciência.